# Перестрелка в Броварах (2020)
Перестрелка в Броварах — вооружённый конфликт на Укpaине в Киевской области 29 мая 2020 года.

## Ход событий
29 мая около 7 часов утра, в Броварах под Киевом несколько десятков вооруженных людей, разбитых на две группы, устроили пальбу из помповых ружей. Столкновения произошли в жилом микрорайоне Торгмаш на Олимпийской улице. Всего в схватке участвовало около 100 человек. По официальным данным, трое стрелков получили ранения, а неприцельно посланные пули и картечь разбили окна в квартирах и оставили дырки в автомобилях местных жителей. К счастью, никто из гражданских не пострадал, хотя как минимум в одном случае, попавшем на видео, пули буквально свистели над головами жителей киевского пригорода. Длилась перестрелка около 10 минут. Получив известие о подходе полиции большинство её участников скрылись: часть боевиков прячут оружие в багажники своих автомобилей и уезжают с места боя, остальные же стрелки пешком отступают группами через дворы. Непосредственно на месте происшествия полицейские задержали 11 вооружённых нарушителей.
Впоследствии полиция Киевской области провела специальную полицейскую операцию и задержала ещё 35 участников вооружённого конфликта. По их данным, часть участников перестрелки местные, часть — из Винницкой области. Заместитель министра МВД Авакова Антон Геращенко предположил, что стрельба стала следствием распределения маршрутов между предпринимателями со стороны чиновников. Он установил, что конфликт возник между компаниями "Союзавто" и "Евроавтоальянс", которые не смогли поделить пассажиропоток. Обеими компаниями владеют предприниматели из Киева. Он позже в эфире программы "Свобода слова Савика Шустера" также отметил, что две соперничающие группировки перевозчиков, из Броваров и из Винницы, решили выяснить отношения, когда перевозки возобновились после карантина:

Молодые люди в Виннице согласны были поехать за 800 гривен в сутки и создавать толпу для того, чтобы решать силовым образом вопрос. Скорее всего, не было в планах обеих группировок применять оружие. Думали, что закончится противостоянием. Но, как обычно бывает в плохих спектаклях, ружье, висящее на стене, выстреливает.

## Последствия
Перестрелка в Броварах оказалась настолько громким делом, что Президент Украины вызвал к себе в кабинет министра МВД Арсена Авакова и обругал его, обвинил винницкую полицию в том, что она допустила выезд в столичный регион такое количество вооруженных боевиков, приказал найти и наказать виновных в инциденте. В тот же день Аваков заявил, что лично проконтролирует, чтобы все причастные к стрельбе в Броварах сели в тюрьму.
В Киевской области в связи с перестрелкой в Броварах правоохранители ввели план-перехват. По факту стрельбы полиция открыла уголовное производство по ч. 4 ст. 296 (хулиганство) Уголовного кодекса Украины. Вечером в Житомирской области правоохранители перехватили пятерых участников утреннего происшествия.
Также в соцсетях появились фото спины мужчины, который принимал участие в перестрелке в Броварах и получил ранения. По словам замминистра внутренних дел Антона Геращенко, полиция определила более 60 участников перестрелки в Броварах, включая заказчиков.
По состоянию на 1 июня под стражей было 20 участников стрельбы, им была избрана мера пресечения в виде содержания под стражей на 60 суток без залога.
4 июня полиция изъяла у участников арсенал оружия: во время обыска было обнаружено ружья, карабины, пистолеты, ножи и защитную амуницию.
5 июня Министерство внутренних дел аннулировало лицензии четырём охранным фирмам, работники которых оказались причастными к стрельбе в Броварах.
8 июля Броварской суд оставил под стражей одного из участников стрельбы, подозреваемый должен оставаться под стражей до 27 июля. На 19 июля 48 из подозреваемых в стрельбе находились под стражей.
По состоянию на апрель 2021 года правоохранители завершили досудебное расследование стрельбы в Броварах. В этом деле будут судить 15 человек. По данным следствия, в мае 2020 года местные предприниматели, которые занимаются пассажирскими перевозками, обратились к известному криминальному авторитету по прозвищу «Виха», или «Журавель». Они якобы попросили его за деньги способствовать устранению конкуренции в маршрутных перевозках между Броварами и киевской станцией метро «Лесная». Следствие сообщает, что у «Вихи» есть криминальный авторитет и преступный опыт. В частности, у него несколько судимостей за совершение серии жестоких насильственных преступлений. Отмечается, что он организовал вооружённую банду, члены которой и устроили стрельбу с нелегальными перевозчиками из Винницкой области.
События в Броварах вызвали массовый резонанс общественности. Пользователи соцсетей шутливо назвали этот инцидент "GTA — Бровары" (Grand Theft Auto — серия компьютерных игр, в которых основной сюжет разворачивается вокруг бандитизма, криминальных разборок и т.д.), и выложили в сеть серию забавных фотомемов. Многие предполагают, что причиной конфликта стал депутат Николай Тищенко, который не заплатил за проезд.